# Петренко Павло Іванович
Павло́ Іва́нович Петре́нко (3 грудня 1989 — 29 серпня 2014) — старший солдат резерву Міністерства внутрішніх справ України, учасник російсько-української війни.

## Життєвий шлях
Народився 1989 року в місті Здолбунів. Навчався в здолбунівській ЗОШ № 3, закінчив Полтавський інститут бізнесу міжнародного науково-технічного університету, здобув диплом менеджера. 3 роки служив у 8-му полку спецпризначення ЗСУ. У червні 2014-го вступив добровольцем, старший стрілець-кулеметник, 2-й батальйон спеціального призначення НГУ «Донбас», псевдо «Бані».
20 липня під час виконання бойового завдання боєць був поранений — при русі з Артемівська на підрозділ напали терористи, у бою зазнав непроникаючого поранення грудної ділянки. Після лікування повернувся в зону бойових дій.
Загинув 29 серпня 2014 року під час виходу так званим зеленим коридором з Іловайського котла. Пожежна машина, в якій перебував Євген, їхала в автоколоні батальйону «Донбас» із села Многопілля до села Червоносільське. На околиці останнього машина натрапила на позицію російського танка Т-72 зі складу 6-ї окремої танкової бригади збройних сил Росії. Тоді ж загинули Євген Харченко («Ред»), Сергій Петров («Тур»), Андрій Журавленко («Восьмий»), Сергій Ковєшніков («Бірюк»), Михайло Данів («Ахім») та Андрій Щербіна («Портос»). Коли намагався полагодити один з автотранспортних засобів батальйону та відстрілювався, загинув від кулі снайпера молодший сержант Іван Ганя.
Павло зазнав 2 кульових поранень у ділянці серця та одне — в ногу. 29 вересня його останки зібрали члени пошукової групи й передали до запорізького моргу.
Ідентифікований за тестами ДНК, похований 4 квітня 2015-го у Здолбунові на Ільпінському цвинтарі. Синову медаль вручено мамі.

## Нагороди та вшанування
За особисту мужність і героїзм, виявлені у захисті державного суверенітету та територіальної цілісності України, вірність військовій присязі під час російсько-української війни, відзначений — нагороджений
- орденом «За мужність» III ступеня (посмертно)
- медаллю «За військову службу Україні» (14.8.2014)
- портрет розміщено на меморіалі «Стіна пам'яті полеглих за Україну» в Києві: секція 3, ряд 8, місце 25
- Вшановується 29 серпня на щоденному ранковому церемоніалі вшанування українських захисників, які загинули цього дня в різні роки внаслідок російської збройної агресії[1]
- Іловайський Хрест (посмертно)